# Santa Maria (Sardaigne)
Pour les articles homonymes, voir Santa Maria.
Santa Maria est une île italienne de l'archipel de La Maddalena, tout au Nord de la Sardaigne au sud-est des bouches de Bonifacio. Elle fait partie du parc national de l'archipel de La Maddalena.

## Géographie
Avec les îles de Budelli et Razzoli situées à moins d'une centaine de mètres à l'Ouest et séparées par le passo degli Asinelli, Santa Maria constitue le groupe d'îles le plus au nord de l'archipel de La Maddalena. D'une superficie de 2 km2, Santa Maria est l'île la plus basse de tout l'archipel avec son relief relativement plat qui culmine à 69 m à la Guardia del Turco. Les deux plages les plus renommées sont cala Santa Maria – qui est l'une des plages les plus grandes de tout l'archipel – et cala di Fosso. À son extrémité nord, Santa Maria possède un îlot rattaché dénommé La Presa lui-même escorté de l'îlet Capicciolu.
L'île possède quelques habitants à l'année, mais voit sa population augmenter durant la période estivale en raison de ses quelques infrastructures touristiques constituées par une vingtaine de maisons et un hôtel, datant d'avant la mise en place du parc national et de l'interdiction de construire.

## Histoire
Au Moyen Âge, l'île était habitée par des moines bénédictins qui avaient fui Bonifacio et s'étaient établis dans le monastère Maria de Budello construit sur Santa Maria, occupé jusqu'au XVIe siècle puis abandonné et démoli au XIXe siècle pour l'édification des nouvelles maisons des habitants de l'île. Santa Maria, ainsi que l'île voisine de Razzoli furent habitées à partir du début des années 1800 par les membres de la famille Bertoleoni, des aventuriers qui colonisèrent plusieurs îles de l'archipel et de la côte orientale de la Sardaigne (comme Mortorio et Tavolara) – ils les occupèrent jusque dans les années 1960.
L'île fut utilisée dans la deuxième partie du XXe siècle par des tournages de films notamment par Franco Solinas ainsi que comme lieu de navigation et d'escale de l'acteur Gian Maria Volontè – qui est enterré à La Maddalena. Durant une dizaine d'années, l'acteur Roberto Benigni eut une maison à Santa Maria.